# 中野健明

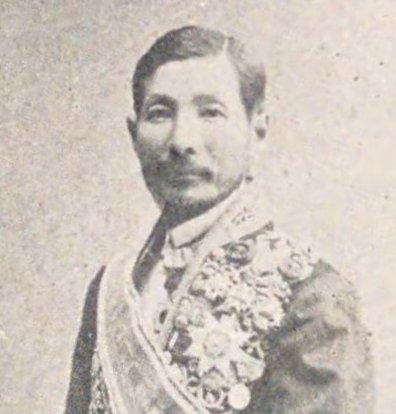
中野健明

中野 健明（なかの けんめい / たけあき / たけあきら、1844年11月4日（天保15年9月24日） - 1898年5月11日）は、幕末の佐賀藩士、明治の外交官・大蔵官僚。幼名・剛太郎。ルイ・ヴィトンの鞄を日本人として2番目に購入した人物。

## 経歴
佐賀藩士・中野中太夫の二男として生まれる。維新後に新政府に出仕し、明治2年8月（1869年9-10月）、大学校中助教兼中寮長に就任。大学大寮長を経て、同年9月（10-11月）に外務少丞となる。以後、神奈川県大参事、司法少判事、外務権大丞、司法権中判事などを歴任。明治4年11月（1871年12月）、岩倉使節団に随行し欧米に遣わされた。
1873年8月に帰国し、同年11月、外務一等書記官としてフランス公使館在勤を命ぜられる。1878年7月に帰国。1879年1月、外務権大書記官・公信局副長に就任。公信局長心得を経て、1880年3月、オランダ公使館在勤となり、1882年5月に帰国した。
1882年6月、大蔵省に転じ大蔵大書記官に就任。以後、関税局長、一等主税官・第一部長、関税局長、主税局長などを歴任した。
1890年1月、長崎県知事に就任し、1893年1月、神奈川県知事に転任。1898年5月、現職で死去した。享年55。

## 栄典
位階
- 1890年（明治23年）1月28日 - 従四位[2]
- 1895年（明治28年）2月20日 - 正四位[3]

勲章等
- 1887年（明治20年）11月25日 - 勲三等旭日中綬章[4]
- 1889年（明治22年）11月29日 - 大日本帝国憲法発布記念章[5]

## 親族
- 甥 岡田三郎助（洋画家）[6]
- 義甥 中野信陽
- 娘婿（次女・トシの夫） 山梨勝之進[7]。